# Den tappade papperslappen
Den tappade papperslappen är en dokumentärroman av Allan Halls som handlar om livet på Moheds barnhem i Hälsingland. Boken utspelar sig under andra världskriget, då många föräldrar dog.
Två små pojkar, en drygt nio och den andre bara två och ett halvt år gammal, rycktes ifrån sin mor och skickades på en lång resa till Moheds barnhem i Hälsingland. Deras mor var sjuk och fadern låg vid fronten längst upp i Norrland. Dispensärsköterskan satte dem på tåget i Norrköping och två små barn lämnade sin hemstad där de kände sig trygga och säkra och alldeles ensamma åkte mot ovisshet mot någonting främmande och okänt. I två slitna resväskorna som de fick med sig, hade de sina kläder inpackade av deras moster. Några minuter innan avresan sprang den store pojken Allan till det hem som de skulle lämna och hämtade med sig ett kramdjur, en liten blå hund åt sin bror Ole och en band av Nordisk Familjebok. Från den boken hoppades han att få ta reda på om det främmande Hälsingland som han och hans bror skulle åka till. Just den boken skulle komma att bli hans kunskapskälla och hans sätt att fördriva tiden. Medan lillebror somnar i Allan famn, tänker Allan på vad som väntar på dem där borta, vilka människor kommer de att träffa, hur länge de kommer att stanna i barnhemmet och om de kommer hem över huvud taget?
Boken är skriven med ett enkelt och ironiskt språk. Ibland använder författaren gammaldags ord och begrepp vilken förflyttar texten till den tid då handlingen utspelas. Allan Hall berättar om sin tid på barnhemmet. Genom att använda olika fakta från dåtiden, för det mesta om gällande sport, namn på idrottsstjärnor och idrottsklubbar gör han berättelsen ännu mer intressant och mer verklig. 
Hall lägger stor vikt vid personbeskrivningarna. Han beskriver relationer mellan människor, mellan barnen och mellan barn och vuxna. Torrt och hastigt skriver han om den omgivande miljön vilket är inte konstigt. Författarens viktigaste uppgift är att beskriva och göra begripligt ett barns liv, hur de hade haft på barnhemmet i vilket situation de befann sig.